# Łapy
Łapy (polskt uttal: [ˈwapɨ]
 ( lyssna)) är en stad i Podlasiens vojvodskap i nordöstra Polen. Den ligger i den centrala delen av vojvodskapet vid floden Narew, cirka 24 kilometer sydväst om Białystok. Łapy har delvis lantlig karaktär med låg bebyggelse. Staden har 14 709 invånare (2021), på en yta av 12,14 km².

## Historia
Namnet Łapy kommer troligtvis från Masovien och var ursprungligen tillnamnet på en släkt som bosatte sig på platsen invid Narew. Enligt folklegenden kommer namnet av adelsmannen Łappa, med det heraldiska vapnet Lubicz, som bosatte sig här på 1400-talet då folk invandrade hit från Masovien för att kolonisera området. I början var Łapy en typisk adelsby där adeln odlade sina traditioner. De nygrundade samhällena (bland annat Barwiki, Korczaki, Pluśniaki, Wągle, Wity, Zięciuki, med flera) växte upp med tiden.
Polens delning 1795 medförde att Łapy kom att tillhöra Preussen. Efter freden i Tilsit 1807 hamnade hela området i Hertigdömet Warszawa och 1815 i Kongresspolen. Då bodde här cirka 1 000 invånare och hela samhället räknade 180 hus.
1812 drog Frankrikes arméer fram nära Łapy för att angripa Ryssland och inta Moskva.
Viktiga händelser för Łapy ägde rum 1862 då järnvägsförbindelsen mellan Warszawa och Sankt Petersburg byggdes (i Łapy fanns det en järnvägsstation) och 1870 då fransmännen uppförde reparationsverkstaden till järnvägsvagnar, vilken fortfarande existerar som ZNTK, stadens största arbetsgivare. Allt detta bidrog till stadens tillväxt.
Łapy blev officiellt stad den 7 januari 1925 (då 6 tidigare grannbyar, Łapy-Barwiki, Łapy-Leśniki, Łapy-Zięciuki, Łapy-Wity, Łapy-Gożdziki, Łapy-Bociany, förenades och förklarades som en ny stad). Under andra världskriget förstördes omkring 80 % av staden.